# 일반교육위원회
일반교육위원회는 미국 내 고등교육 과 의과대학을 지원하고, 남부의 농촌 백인 및 흑인 학교를 지원하며, 남부의 농업 관행을 현대화하는 것을 목적으로 하는 사립 조직이었다. 위원회는 십이지장충을 근절하는 데 도움이 되었고, 미국의 농업에서 "군(郡) 단위 농업지도관 제도(county agent system)"를 만들어 주 농업 연구소 에서의 연구와 실제 현장의 관행들을 연결했다.
일반교육위원회는 미국의 석유왕 록펠러(John D. Rockefeller)가 초기 100만 달러(2022년 기준 $29,911,500에 해당) 를 기부한 후 1902년에 설립되었다. 이 금액은 갈수록 불어나 록펠러 가문이 교육위원회에 지원한 자금을 합치면 1억 8천만 달러 이상이 된다. 저명한 회원인 Frederick Taylor Gates는 "젊은이와 노인 모두에게 농촌 생활을 아름답고 지적이고 풍요롭고 재창조적이며 건강하고 즐겁게 만드는 방법을 실용적인 방식으로 가르쳐 주는 내일의 시골 학교"를 구상했다. 1934년까지 위원회는 연간 550만 달러의 보조금을 지급했지만, 1950년에 이르러서는 거의 모든 돈을 써버렸고 1964년에 문을 닫았다.

## 프로그램
4가지 주요 프로그램이 있었다.
1. 남부 주에서 실용적 농업을 장려했다. 미국 농무부를 통해 위원회는 1912-1913년까지 시먼 A. 냅 박사의 지시에 따라 시범 농장을 설립하여 농업을 진흥하는 목적으로 총 673,750달러에 달하는 연간 예산을 편성했다. 약 236명의 남성이 이러한 농장을 감독하는 데 고용되었다. 1906년에 일반교육위원회는 7,000달러를 기부했고, 먼 남부 농촌 지역 사회에 대한 프로그램이 성공하면서 일반교육위원회(GEB) 기부금도 매년 늘어났다. 시범농장을 홍보하는 것 외에도, 농민들을 교육할 강사도 배치되었다. 위원회의 업무는 미국 남부 학교의 농업 실용 교육에 영향을 미치기도 했다.
2. 남부 주에 공립 고등학교 설립. 1902년 일반교육위원회가 설립될 당시 이 조직의 목적은 "남부 주민들의 교육적 필요를 연구하고 증진하는 데 전념하는 것"이라고 언급되어 있었다. 이를 위해 이사회는 남부 주립 대학 또는 교육부에 고등학교 대표들의 급여를 지불하고 각 주를 여행하며 고등학교에 대한 여론을 자극할 수 있는 금액을 책정했다.  이러한 작업의 결과로 1914년까지 남부 11개 주에 912개의 고등학교가 설립되었다.
3. 고등교육기관의 진흥. 1914년까지 이사회는 약 41,020,500달러에 달하는 총액에 대해 8,817,500달러의 조건부 예산을 책정했다. 이 돈은 미국 전역에 지출되었다.  교육위원회는 기존에 존재하던 메해리 의과대학, 하워드 대학교 의과대학같은 흑인 학생들을 위한 의과대학에 자금을 지원했다. 그러나 교육위원회는 졸업생들이 남부 농촌에서 일하도록 장려했다. 북부 지역에서 사립 의료 시설을 차린 졸업생을 배출한 학교는 지원금이 줄었다. 게다가 흑인 의학 프로그램에 수여된 펠로우십은 의학 과학 연구 프로젝트를 억제하고 더 많은 보충 교육을 장려했다. 1910년 보고서에서 Abraham Flexner는 흑인 학교가 "수술보다는 위생"에 중점을 두어야 한다고 말했고 흑인 의사의 경우 "그들의 의무는 그들을 대도시에서 벗어나 마을과 농장으로 불러들인다"고 언급했다.
4. 흑인 을 위한 학교. 1914년까지 위원회는 흑인을 위한 학교에 620,105달러를 기부했는데, 주로 교사 양성을 위한 기부였다. Anna T. Jeanes는 그 목표를 위해 1,000,000달러를 기부했다. 흑인 미국인을 위한 학교는 종종 흑인을 남부에 묶어두고 북부 도시로의 이주를 억제하기 위해 농촌 농업 기술을 가르치도록 설계되었다. 윌리엄 H. 볼드윈은 미국 흑인들에게 다음과 같은 조언을 했다.

"아무리 하찮은 일이라도 잘하면 품위 있는 일임을 깨달으십시오. 피부가 검더라도 세상은 노동과 성공에 대해 전적인 공을 돌릴 것입니다. 필요한 환경에서 교육을 받는 것은 실수라는 것을 깨달으십시오. 백인이든 흑인이든 어떤 교사든 흑인에게 열려 있지 않은 직책을 위해 흑인을 교육하는 것은 범죄라는 것을 아십시오. 성공적인 삶을 살 수 있는 가장 큰 기회는 여러분이 태어난 사우스랜드에 있다는 것을 아십시오. 그곳 사람들은 여러분을 알고 필요로 하며, 이 나라의 다른 어느 지역보다 훨씬 더 잘 대해줄 것입니다."

## 의미
일반교육위원회는 실제 세계에 적용할 수 있는 기술의 필요성을 강조했다. 일반교육위원회가 강조한 두 분야는 시범농업과 산업교육이었다. 위원회 발전에 영향력 있는 위원이었던 Wallace Buttrick은 "남부의 근본적인 문제는 토양 비옥도 회복"이라고 강조했다. 이러한 노력에도 현대 농업 기술에 대한 문해력과 전반적인 지식이 부족하여 교육위원회는 "따라하기만 하는 메뉴얼"보다는 대화형 학습 기술을 추구했다. 이러한 시범이 당시 백인과 흑인 농부들에게 정보를 제공하는 데 매우 효과적이었기 때문에, 교육 위원회는 직업 및 비직업 정보를 제공하는 프로그램을 구축/후원할 의향이 있는 위원회에 투자했다. 인종 차별이 만연했던 시대에, 교육은 아프리카계 미국인의 기본권 강화를 위한 수단이 되었다. 당시의 차별적 이념 때문에 아프리카계 미국인들은 산업 훈련 분야에서 제한적인 지식만 부여받았다. 이러한 학습 덕분에 아프리카계 미국인들은 더 나은 환경의 직업을 얻을 수 있었고, 다른 사람들에게 직업교육을 할 수 있었으며, 더 높은 수준의 학문을 추구하기 위한 고등 교육을 받을 수 있었다.

## 후대에 끼진 영향
교육 위원회의 업적은 미국 남부 전역에 재정 지원을 제공하는 자선 재단의 토대를 닦았다. 이 기금은 교육 방식의 성장을 자극하고 전국의 남성과 여성을 모아 "재건 기간 이후 남부의 교육 문제에 대한 계몽적이고 공감각적인 이해를 촉진"할 필요가 있는 지역에 분배되었다.
- 피바디 기금 (1867)
- 슬레이터 펀드 (1882)
- Anna T. Jeanes 재단 (1907)
- 진스 선생님들
- 줄리어스 로젠월드 기금 (1917)
- 펠프스-스토크스 펀드

## 참조
- 미국의 자선 활동
- 록펠러 가족
- 록펠러 재단
- 존 D. 록펠러
- 존 D. 록펠러 주니어

1. ↑  Frederick T. Gates. "The Country School Of To-Morrow," 오케이셔널 페이퍼 출판사, No. 1 (1913) online(인터넷 아카이브&구글 도서)
2. ↑  《General Education Board 1902-1914》. General Education Board. 1914. 48쪽.
3. ↑  “General Education Board purpose and program,” 100 Years: The Rockefeller Foundation, accessed February 24, 2017, “100 Years: The Rockefeller Foundation | General Education Board purpose and program”. 2017년 2월 25일에 원본 문서에서 보존된 문서. 2017년 2월 24일에 확인함..
4. ↑  Ward, Thomas J. (2003). 《Black Physicians in the Jim Crow South》. University of Arkansas Press. 33쪽. ISBN 9781610750721.
5. ↑  “Jeanes Supervisors”. 《Encyclopedia of Alabama》 (영어). 2019년 10월 31일에 확인함.
6. ↑  Baldwin, Jr., William (1899). “The Present Problem of Negro Education, Industrial Education”. 《Journal of Social Science, Containing the Proceedings of the American Association 1899》 (37): 60.
7. 1 2 3  “Explanation of Database Topics and Organizations | Albert and Shirley Small Special Collections Library”. 《University of Virginia Library》. 2019년 12월 9일에 확인함.
8. ↑  “Jackson Davis and the Lost World of Jim Crow Education | Albert and Shirley Small Special Collections Library”. 《University of Virginia Library》. 2019년 12월 9일에 확인함.

ㄴ